# Monostéarate d'aluminium
Le monostéarate d'aluminium est le sel de l'acide stéarique et de l'aluminium de formule Al(OH)2C18H35O2.
Il est utilisé pour former des gels dans les emballages de produits pharmaceutiques et dans la préparation de colorants pour les cosmétiques. Il est généralement sans danger dans les produits commerciaux, mais il peut cependant s'accumuler dans le corps. 